# Stanisław Byszewski
Stanisław Byszewski – generał major powstania kościuszkowskiego w lipcu 1794 roku, fligeladiutant Stanisława Augusta Poniatowskiego z rangą pułkownika w 1787 roku, pułkownik 5. Pułku Litewskiego Przedniej Straży. 

## Życiorys
Walczył w czasie wojny polsko-rosyjskiej 1792 roku, odznaczył się pod Mścibowem i Brześciem Litewskim. W powstaniu kościuszkowskim był adiutantem gen. Stanisława Mokronowskiego, walczył pod Szczekocinami, Chełmem i Krupczycami. 